# Hamvas küllő
A hamvas küllő vagy szürke küllő (Picus canus) a madarak (Aves) osztályának harkályalakúak (Piciformes) rendjébe, ezen belül a harkályfélék (Picidae) családjába tartozó faj.

## Előfordulása
Eurázsiában honos faj, de hiányzik a Brit-szigetekről, a Ibériai- és az Appennini-félszigetről, illetve a Balkán-félsziget déli részéről. Az előfordulási területe egészen Délkelet-Ázsiáig tart. Kedveli a nagy erdőket és távol tartja magát az emberektől.

### Kárpát-medencei előfordulása
Magyarországon állandó madár, rendszeres fészkelő.

### Védettsége
Hazánkban védett, természetvédelmi értéke 50 000 forint. Európában csökkenő állományú fajként tartják nyilván. A Természetvédelmi Világszövetség Vörös Listája alapján nem fenyegetett.

## Alfajai
- Picus canus canus Gmelin, 1788
- Picus canus hessei
- Picus canus jessoensis
- Picus canus kogo
- Picus canus robinsoni
- Picus canus sanguiniceps
- Picus canus sobrinus
- Picus canus sordidior
- Picus canus tancolo

Korábban a Picus dedemi-t van Oort, 1911 és a Picus guerini-t Malherbe, 1849 a hamvas küllő alfajaiként tartották számon.

## Megjelenése
Testhossza 26 centiméter, szárnyfesztávolsága 38–40 centiméter, testtömege pedig 120–160 gramm között van. Feje szürke, keskeny barkója fekete. Piros homlokfoltja csak a hímnek van. A fiatalok tollazata barnásan foltozott.

## Életmódja
Erdei madár, élelmét fákon, talajon, hangyabolyokban gyűjti. Tápláléka fában élősködő és talajon élő rovarokból, azok lárváiból és bábjaiból tevődik össze, de magvakat is fogyaszt. Minden egyed saját territóriumot tart fenn.
|  |  |

## Szaporodása

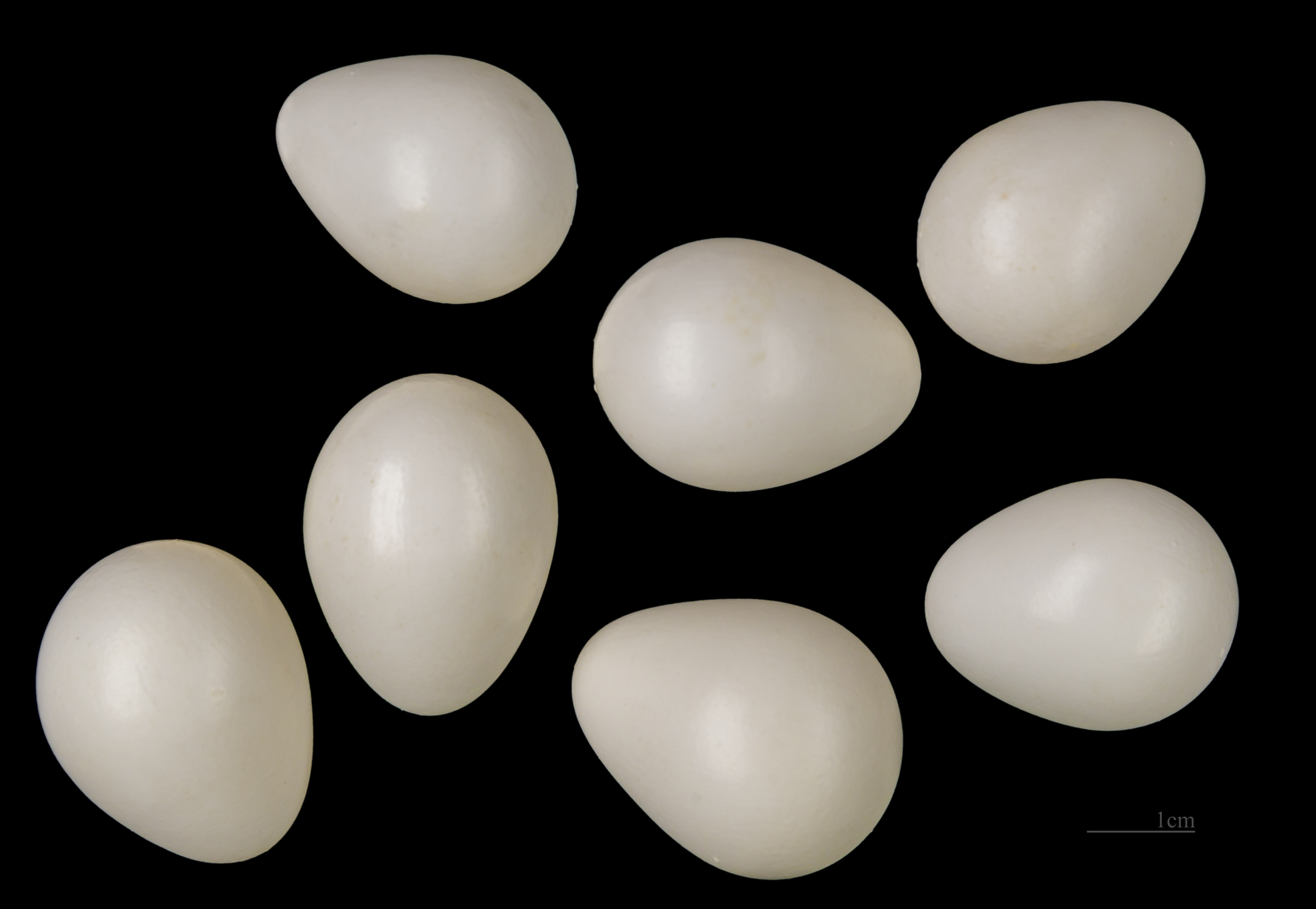
Picus canus

Magányos fészkelő. Ritkás öreg tölgyesekben, ligeterdőkben, idősebb bükkösök szélein korhadt fába váj odút, az üreg aljára kevés korhadékot rak. A fészekalja 5–6 fehér tojásból áll, melyen mindkét szülő felváltva kotlik 15–16 napig. A fiókák fészeklakók, 24–25 napos korban repülnek ki.